# Modern Dance

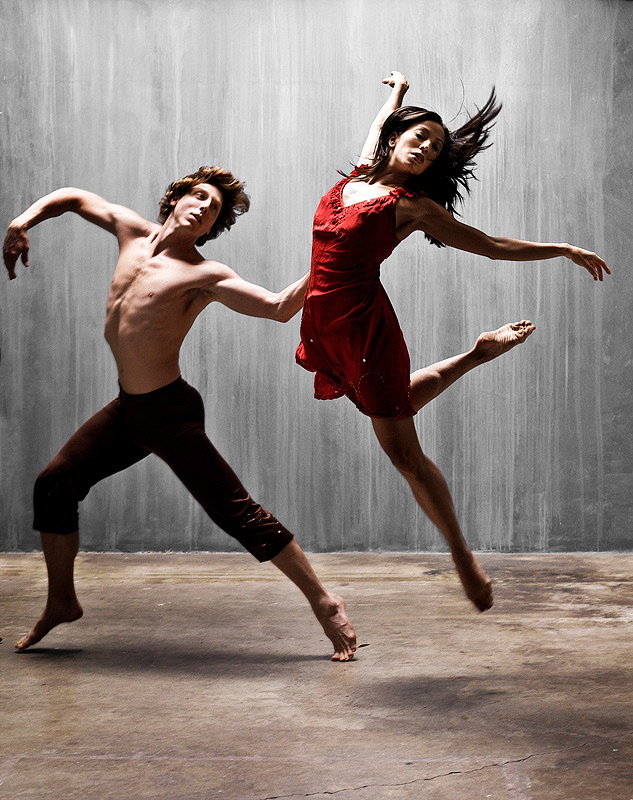
Ein Beispiel des Modern Dance

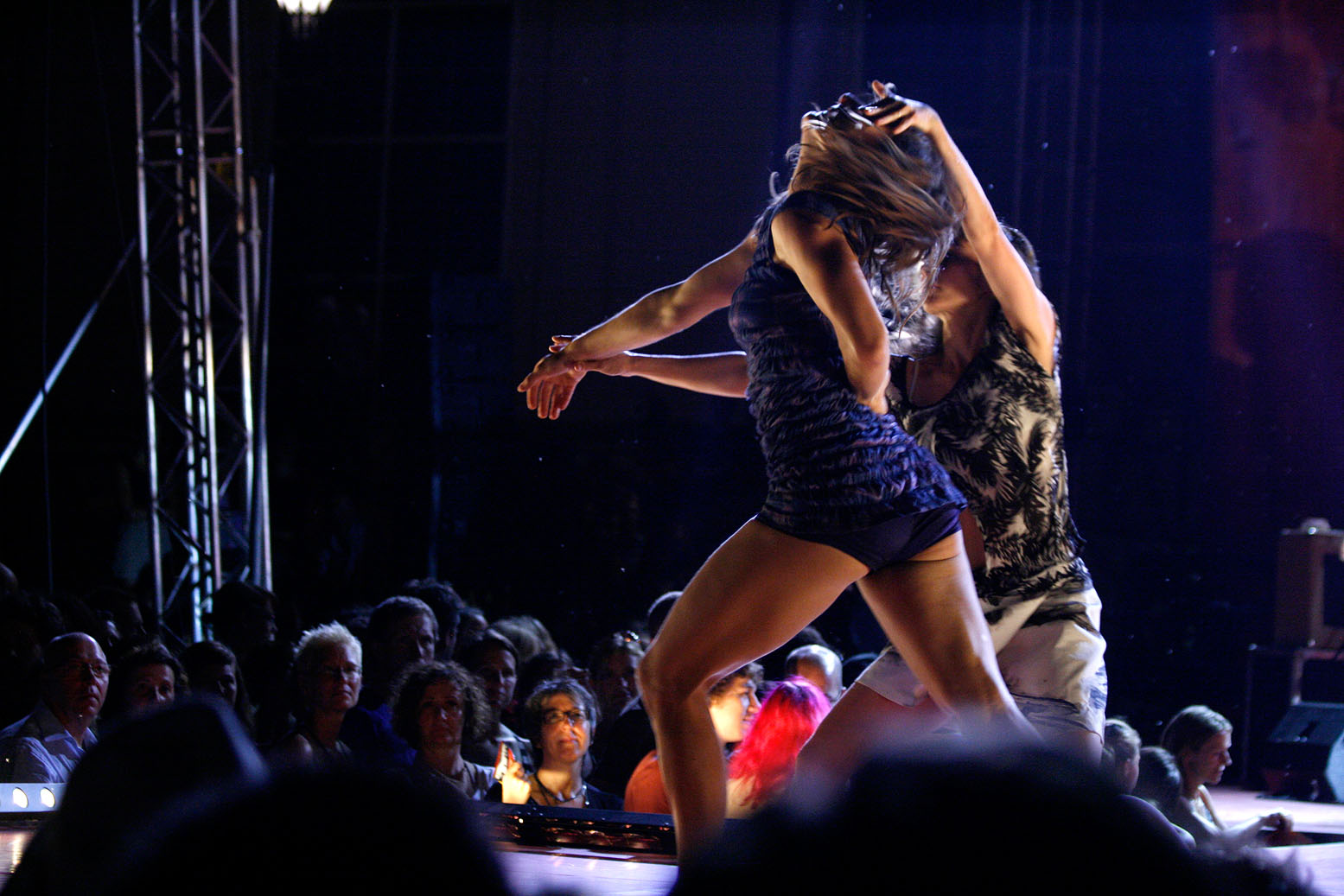
Ultima Vez/Wim Vandekeybus mit Mauro Pawlowski: What's the Prediction? (ImPulsTanz 2010)

Der Begriff Modern Dance wird umgangssprachlich (im Gegensatz zum historischen Tanz) im Bereich von Ballettschulen, Tanzstudios und Tanzausbildungen weitgehend als ästhetische Abgrenzung zum klassischen Ballett verstanden und bedeutet damit weitgehend das, was heute korrekter unter dem Begriff „zeitgenössischer Tanz“ zusammengefasst wird.
Als tanzhistorischer Begriff bezeichnet Modern Dance eine Variante des Bühnentanzes, die sich in den USA aus Erneuerungsbestrebungen des klassischen Balletts, aber auch aus den Einflüssen von Vaudeville, Pantomime, Stummfilm, avantgardistischen und exotistischen Strömungen seit etwa 1900 ergeben hat.

## Modern Dance in der Tanzgeschichte
Der Modern Dance lässt sich ähnlich wie der europäische Ausdruckstanz auf die Schülergeneration von François Delsarte zurückführen. Die berühmten Solotänze von Ruth St. Denis und Isadora Duncan prägten einen neuen Stil, der weniger von technischer Brillanz als von grundsätzlicher Offenheit gegenüber fremden Kulturen oder Populärkultur geprägt war und den körperlichen Ausdruck an vorderste Stelle setzte.
Die aus der Denishawn-Schule hervorgegangene Choreografin Martha Graham gilt als wichtigste Begründerin eines Modern Dance, der dem klassischen Ballett diametral entgegengesetzt ist und zugleich den Anspruch auf stilistische Einheitlichkeit erhebt. Sowohl durch Grahams künstlerische Ausstrahlungskraft und Öffentlichkeitswirkung als auch durch ihr langes Leben ist der zunächst unmittelbar mit ihrer Person verbundene Begriff für lange Zeit zum Synonym für die in der Gegenwart verankerte Tanzkunst geworden.
Über Jahrzehnte prägten neben Martha Graham auch eine Reihe anderer Choreografen die Entwicklung des Modern Dance in den USA: Unter anderem sind zu erwähnen Doris Humphrey, Helen Tamiris, Charles Weidman, Lester Horton und José Limón. Insbesondere die beiden letztgenannten sollten durch die Entwicklung eigener Unterrichtssysteme maßgeblichen Einfluss auf die Entwicklung des Modern Dance im Tanzunterricht haben.
Eine große Zahl amerikanischer Tanzkompanien wie u. a. das Alvin Ailey American Dance Theater und das Dance Theatre of Harlem hatten in der Nachfolge der Martha Graham Dance Company unter dem Etikett Modern Dance internationale Tournee-Erfolge. Erst durch das Bemühen neuer Generationen von Choreographen seit den 1970er Jahren entstanden Begriffe wie Postmoderner Tanz und New Dance sowie Contemporary Dance, ein Begriff, der inzwischen auch in den meisten europäischen Sprachen als Danse contemporaire, danza contemporanea und eben zeitgenössischer Tanz in Deutschland verankert ist. Im Jahr 2007 wurde in Deutschland mit der Iwanson-Sixt-Stiftung erstmals eine Stiftung für den modernen zeitgenössischen Tanz gegründet.

## Modern Dance im deutschen Sprachraum
Noch mehr als in den USA stand der Begriff Modern Dance in Deutschland paradigmatisch für zeitgenössische Tanzkunst.
Nicht zuletzt die kontinuierliche Tournee-Tätigkeit der Martha Graham Dance Company, des Alvin Ailey American Dance Theater, der Merce Cunningham Dance Company, der Limón Dance Company, dem Dance Theatre of Harlem und anderen hat dazu beigetragen, den Begriff Modern Dance weit über Fachkreise hinaus bekannt zu machen.
Die deutsche Übersetzung Moderner Tanz konnte sich im Sprachgebrauch nie durchsetzen. Choreografenpersönlichkeiten in Deutschland, die sich (im Gegensatz zur starken Bewegung des deutschen Tanztheaters) von der amerikanischen Ästhetik des Modern Dance inspirieren ließen, benutzten den geradezu programmatischen Begriff für sich. Zu nennen wären Birgitta Trommler und Jochen Ulrich, die Schwedinnen Jessica Iwanson und Christina Caprioli, aber auch die in Deutschland ansässigen US-Amerikanerinnen Amanda Miller, Liz King, die Geschwister Christa und Jenny Coogan (heute Palucca-Schule) sowie Jörg Wenzel, der die Limón-Technik lehrt.

## Modern Dance im Tanzstudio
In der Folge der Popularisierung des Modern Dance auf der Bühne entstanden im Bereich des künstlerischen Tanzunterrichts als Gegenpol zur traditionellen „Ballettschule“ eine große Zahl sog. „Modern Dance Centers“. Da sich die Choreografen des Modern Dance begrifflich stets vom populäreren und eher dem Musicaltanz zugerechneten Jazztanz abgegrenzt hatten, entwickelte sich auch der moderne (also nicht klassische) Tanzunterricht in zwei Sparten: Jazztanz und Modern Dance. Auch terminologische und inhaltliche Kompromisse wie „Modern Jazz“ sind im Unterrichtsangebot von Tanzstudios weit verbreitet.
Aus heutiger Sicht ist interessant zu beobachten, dass die Entwicklung des Hip-Hop-Tanzes, der früher wohl dem Jazztanz zugeordnet worden wäre, in der Wahrnehmung der Tanzgeschichte dem begrifflichen Nachfolger des Modern Dance, also dem zeitgenössischen Tanz, zugerechnet wird.

## Immaterielles UNESCO-Kulturerbe
The practice of Modern Dance in Germany ist seit 2022 in die repräsentative Liste des immateriellen Kulturerbes der Menschheit der UNESCO eingeschrieben.